# ジョージ・フレデリック・ブリストウ
ジョージ・フレデリック・ブリストウ（George Frederick Bristow, *1825年12月19日 ニューヨーク – †1898年12月13日 同地）は、アメリカ合衆国の作曲家。

## 略歴
ニューヨーク市ブルックリンに音楽家の家庭に生まれる。父ウィリアムは一目置かれた指揮者で、ピアニストかつクラリネット奏者でもあった。この父親よりピアノと和声法、対位法、管弦楽法、ヴァイオリンの手解きを受けた後、1843年に17歳にしてニューヨーク・フィルハーモニー協会に第1ヴァイオリン奏者として入団し、1879年まで在籍した。同協会の記録によると、1850年から1853年までコンサートマスターに抜擢されたことが伺われる。1850年代には、2つの合唱団（ニューヨーク・ハーモニー協会とメンデルスゾーン組合）の指揮者となり、その後はいくつかの聖歌隊も指揮した。1854年にはニューヨークの公立学校で音楽教師としても勤務した。

## 作品
生涯を通じてブリストウはアメリカの音楽の擁護者であり、テクストの選択においては愛国主義者であった。合唱曲の作曲家としては、専門家からはほとんど無視されているものの、質・量ともに、歴史的に重要な作曲家のひとりであった。
オペラ2作、カンタータ2作、オラトリオ2作、交響曲6作、弦楽四重奏曲2作、ピアノ曲ならびに声楽曲を手がけ、中でも1855年のオペラ《リップ・ヴァン・ウィンクル》と《交響曲 第3番 嬰ヘ短調》によって名を揚げた。その後はさらに、《ナイアガラ交響曲》、大カンタータ《開拓者》（The Pioneer）や合衆国への頌歌《偉大なる共和政》（The Great Republic）を遺した。ブリストウの作品は、当時の流行の趣味に従っており、フェリックス・メンデルスゾーンの作風に非常に強く影響されている。

### 主要作品一覧
- 交響曲第1番 変ホ長調 作品10 (1846?-48年)
- 交響曲第2番 ニ短調『ジュリアン』　作品24 (1854年)
- （ソプラノ独唱、女声合唱、管弦楽のための）頌歌（Ode）　作品29（初演1856年）.
- 交響曲第3番 嬰ヘ短調（Symphony in F-sharp minor）　作品26 (1858年)
- （Praise to God）　作品31/33 （1860年）.
- （The Oratorio of Daniel）　作品42 （1866年）.
- （The Pioneer, A Grand Cantata）　作品49 （1872年）.
- 交響曲第4番『アルカディア』ホ短調　 作品50 (1872年)
- （The Great Republic）　作品47 （1880年）.
- （Mass in C Major）　作品57 （1885年）.
- 交響曲第5番『ナイアガラ』（Niagara Symphony）　作品62 （1893年）.

## 参考資料
- Struble, John Warthen (1995). The History of American Classical Music. Facts on File, Inc. ISBN 081602927X
- Delmer Dalzell Rogers, Nineteenth Century Music in New York City as Reflected in the Career of George Frederick Bristow, (Ph.D. diss., University of Michigan, 1967)
- Thurston Dox "George Frederick Bristow and the New York Public Schools" American Music, Vol. 9, No. 4 (Winter, 1991), pp. 339-352 doi:10.2307/3051685
- Jstor link
- "David Griggs-Janower - “From the Fiery Furnace: Bristow’s The Oratorio of Daniel.” The Choral Journal, Vol. XXXVIII, No. 9, April 1998.
- Carol Elaine (Smith) Gohari: "George Frederick Bristow: Incidental Gleanings" Society for American Music Bulletin, Volume XXV, no. 2 (Summer 1999)
- from the INTERNET BROADWAY DATABASE
- George F. Bristow, The Oratorio of Daniel : opus 42 Edited by David Griggs-Janower, Recent Researches in American Music, A-R Editions, ISBN 0-89579-443-8 (1999) xviii+444 pp.